# L'Ambassade
L'Ambassade est un court métrage français réalisé par Chris Marker, sorti en 1973.

## Synopsis
Le film dure vingt minutes et le spectateur suppose qu'il se passe dans une ambassade située dans une grande ville d'Amérique du Sud, après un coup d'État (probablement le Chili après le coup d'État du Général Augusto Pinochet). La caméra reste dans l'ambassade et filme la vie au jour le jour des réfugiés, de l'ambassadeur et de sa femme qui les accueillent. 

## Fiche technique
- Titre : L'Ambassade
- Réalisation et scénario : Chris Marker
- Genre : drame, court métrage
- Pays :  France
- Durée : 20 minutes
- Date de sortie : 1973

## Distribution
- Chris Marker

## Autour du film
Comme pour beaucoup de films de Chris Marker, c'est un film qui est à la frontière entre documentaire et fiction. La vie décrite par Chris Marker dans l'ambassade est une vie à l'abri du monde extérieur, mais qui reste en même temps un moment transitoire.
Il a été réalisé à l’occasion du festival Super 8 du Ranelagh en décembre 1973, organisé par Jerome Diamant Berger, Dimitri Davidenko et Yves Rollin, qui ont donné à Chris Marker une camera Kodak XL et de la pellicule.
La tour de l'actuel Centre Pierre-Mendès-France, rue de Tolbiac, est présentée comme le siège de la Sécurité. Les dernières images du film sont un panorama de Paris.